# منتخب بوركينا فاسو لكرة السلة
منتخب بوركينا فاسو لكرة السلة هو ممثل بوركينا فاسو الرسمي في المنافسات الدولية في كرة السلة. ينتمي إلى منطقة الاتحاد الأفريقي لكرة السلة. انضم إلى الاتحاد الدولي لكرة السلة في عام 1964.

## البطولات التي شارك فيها
- بطولة أفريقيا لكرة السلة